# Driving Miss Daisy (soundtrack)
Driving Miss Daisy is de originele soundtrack van de film  uit 1989 met dezelfde naam. Het album werd gecomponeerd door Hans Zimmer en uitgebracht op 7 februari 1990 door Varèse Sarabande.
Het album bevat de originele filmmuziek van Zimmer en oud muziekmateriaal dat in de film is gebruikt. De nummers "Kiss of Fire" en "Santa Baby" komen van een analoge bron. Het nummer "End Titles" op het album werd in 1991 genomineerd voor een Grammy Award in de categorie: 'Best Instrumental Composition Written for a Motion Picture or for Television'.
Het nummer "Kiss of Fire" werd geschreven door Lester Allen en Robert Hill. Het nummer "Santa Baby" werd geschreven door Joan Javits, Philip Springer en Tony Springer. Het nummer "Song to the Moon (Excerpt from the Opera Rusalka)" werd geschreven door Antonín Dvořák en uitgevoerd door het Tsjechisch Filharmonisch Orkest onder leiding van Václav Neumann en met de sopraanzangeres Gabriela Beňačková.
De nummers "(I Love You) For Sentimental Reasons" van Ella Fitzgerald en "Jingle Bells" van Charlotte Georg" werden in de film gebruikt maar zijn niet opgenomen in de tracklist van het album.

## Nummers
| Nr. | Titel                                                                  | duur |
| --- | ---------------------------------------------------------------------- | ---- |
| 1   | Kiss of Fire - Louis Armstrong                                         | 3:04 |
| 2   | Santa Baby - Eartha Kitt                                               | 3:23 |
| 3   | Driving                                                                | 6:50 |
| 4   | Home                                                                   | 3:23 |
| 5   | Georgia                                                                | 7:55 |
| 6   | End Titles                                                             | 4:51 |
| 7   | Song to the Moon (Excerpt from the Opera Rusalka) - Gabriela Beňačková | 6:05 |